# Rue Pierre-Brossolette (Asnières-sur-Seine)
La rue Pierre-Brossolette est l'un des axes principaux d'Asnières-sur-Seine.

## Situation et accès
Son tracé coïncide aujourd'hui avec celui de la Route départementale 9 qui longe la Seine de la mairie de Puteaux au port de Gennevilliers.
Commençant son parcours dans le prolongement de l'avenue de la Marne, place de l'Hôtel-de-Ville et rue Ernest-Billet, elle passe la rue du Révérend-Père-Christian-Gilbert, longe la place des Victoires puis rencontre tour à tour la rue de la Concorde, la rue de l'Église, la rue des Jardins, la rue du Cardinal-Verdier, la rue Montesquieu, la rue Jean-Jacques-Rousseau, la rue de Prony et la rue Marceau-Delorme avant de se terminer place Voltaire.

## Origine du nom
Elle rend hommage au journaliste, homme politique et résistant français Pierre Brossolette (1903-1944).

## Historique
Elle suit le parcours du « chemin d'Asnières à Courbevoie », qui prit le nom de « Chemin de grande communication n° 6, de Saint-Denis à Nanterre, par l’île Saint-Denis » avant de devenir « rue Saint-Denis ».
En 1897, on y fait passer la ligne de tramway 75, Saint-Cloud (place d'Armes)—Asnières (place Voltaire), exploitée à partir de 1921 par la Société des transports en commun de la région parisienne, jusqu'à sa fermeture en 1936.
La rue Saint-Denis fut touchée lors de la crue de la Seine de 1910.
Elle prend sa dénomination actuelle à la Libération.

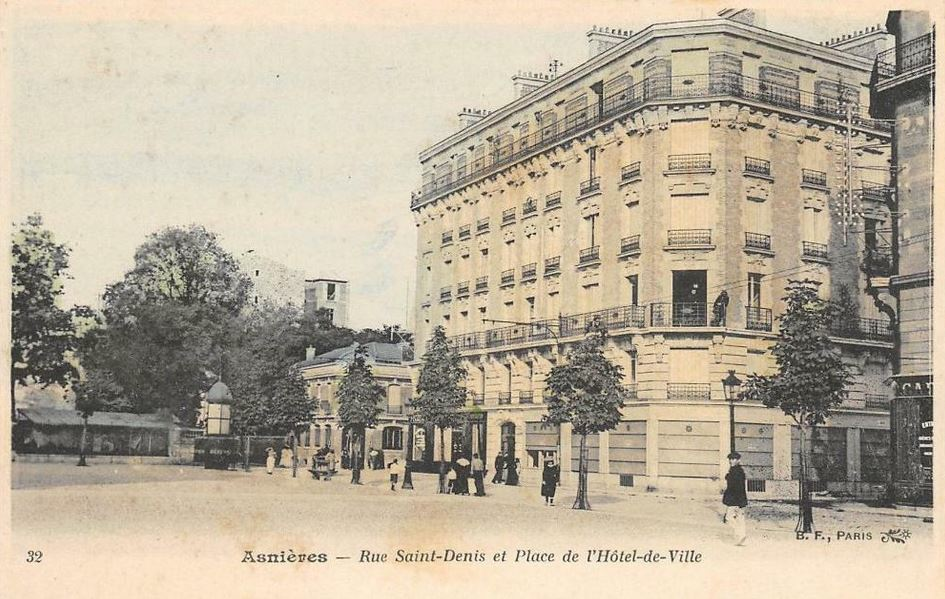
Rue Saint-Denis et place de l'Hôtel-de-Ville. On aperçoit en arrière plan le central téléphonique Grésillons
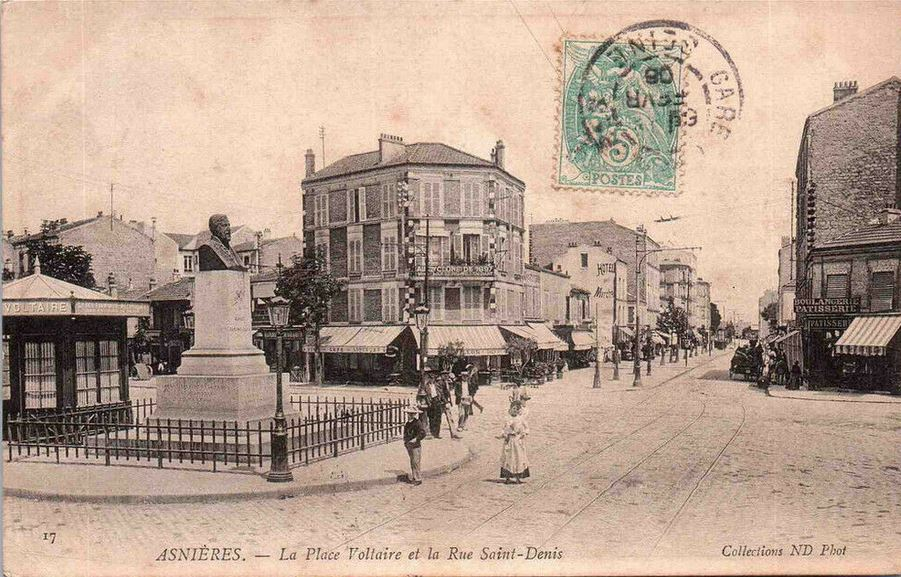
La place Voltaire et la rue Saint-Denis
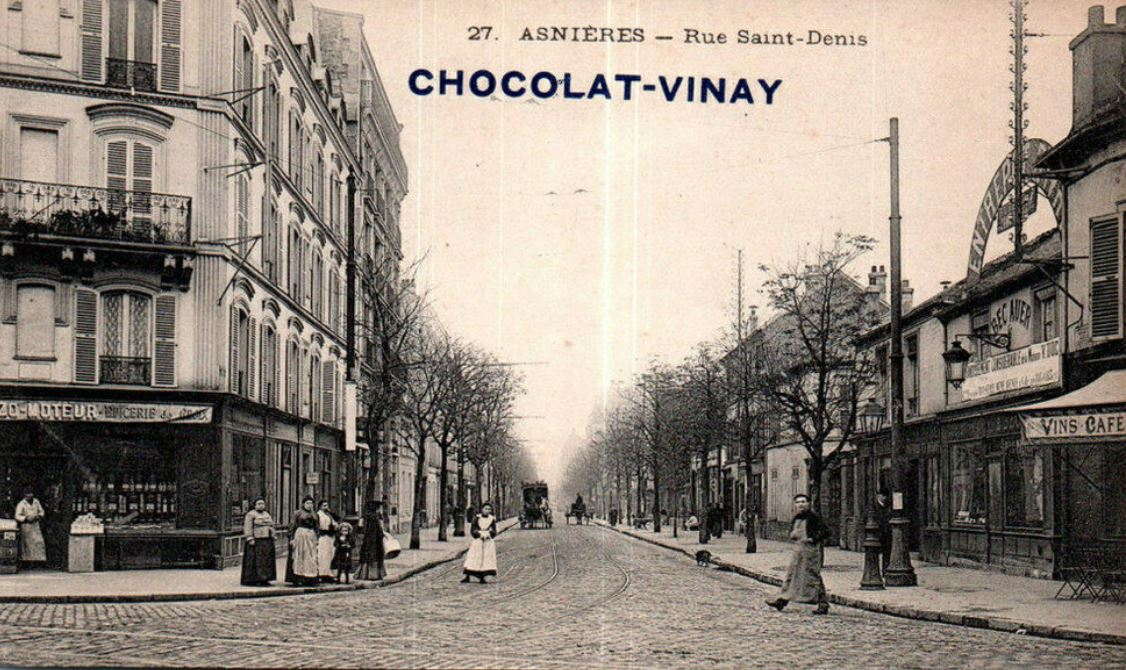
La rue Saint-Denis
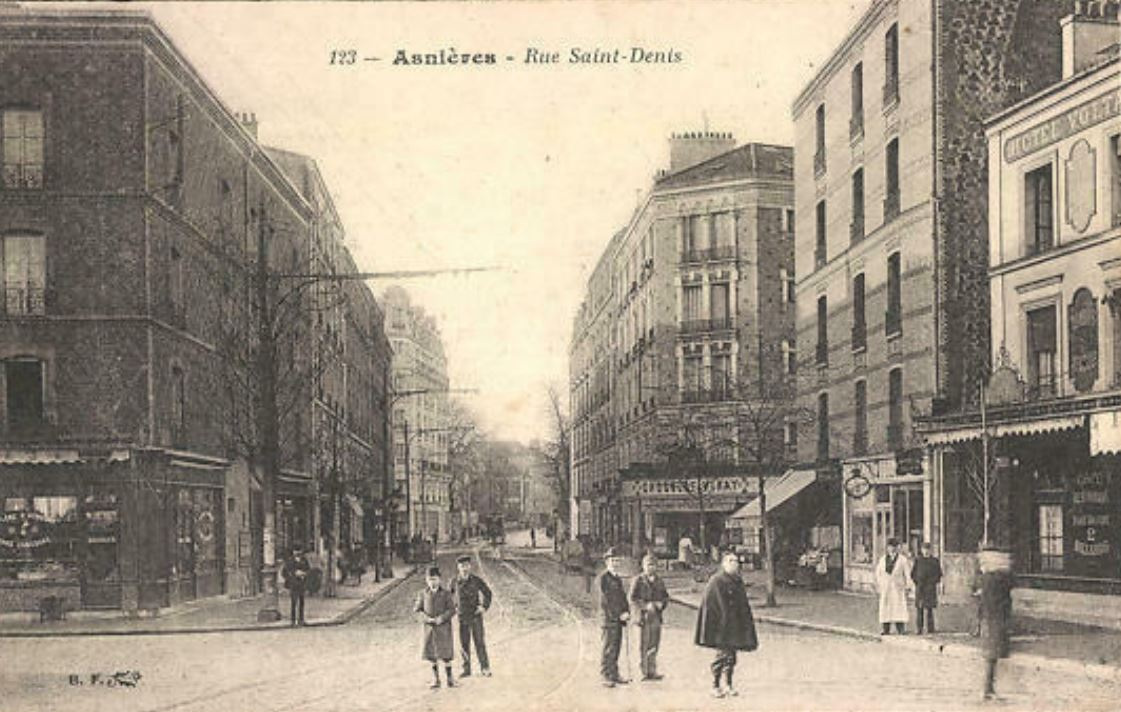
La rue Saint-Denis
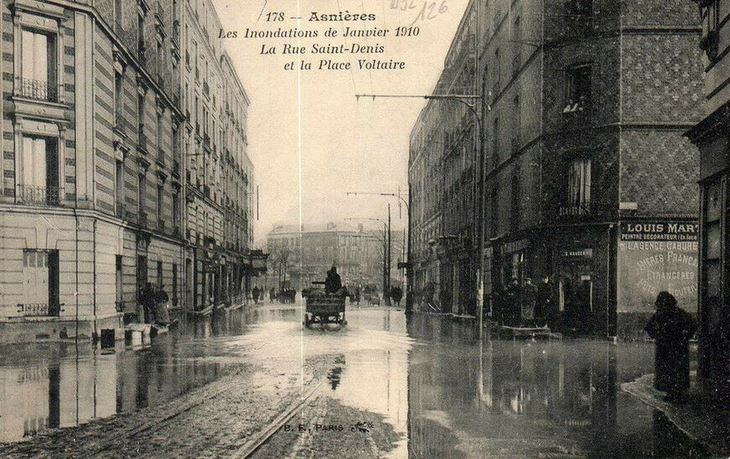
La rue Saint-Denis et la place Voltaire lors de la crue de la Seine de 1910

## Bâtiments remarquables et lieux de mémoire
Sont situés à proximité :
- L'hôtel de ville d'Asnières-sur-Seine.

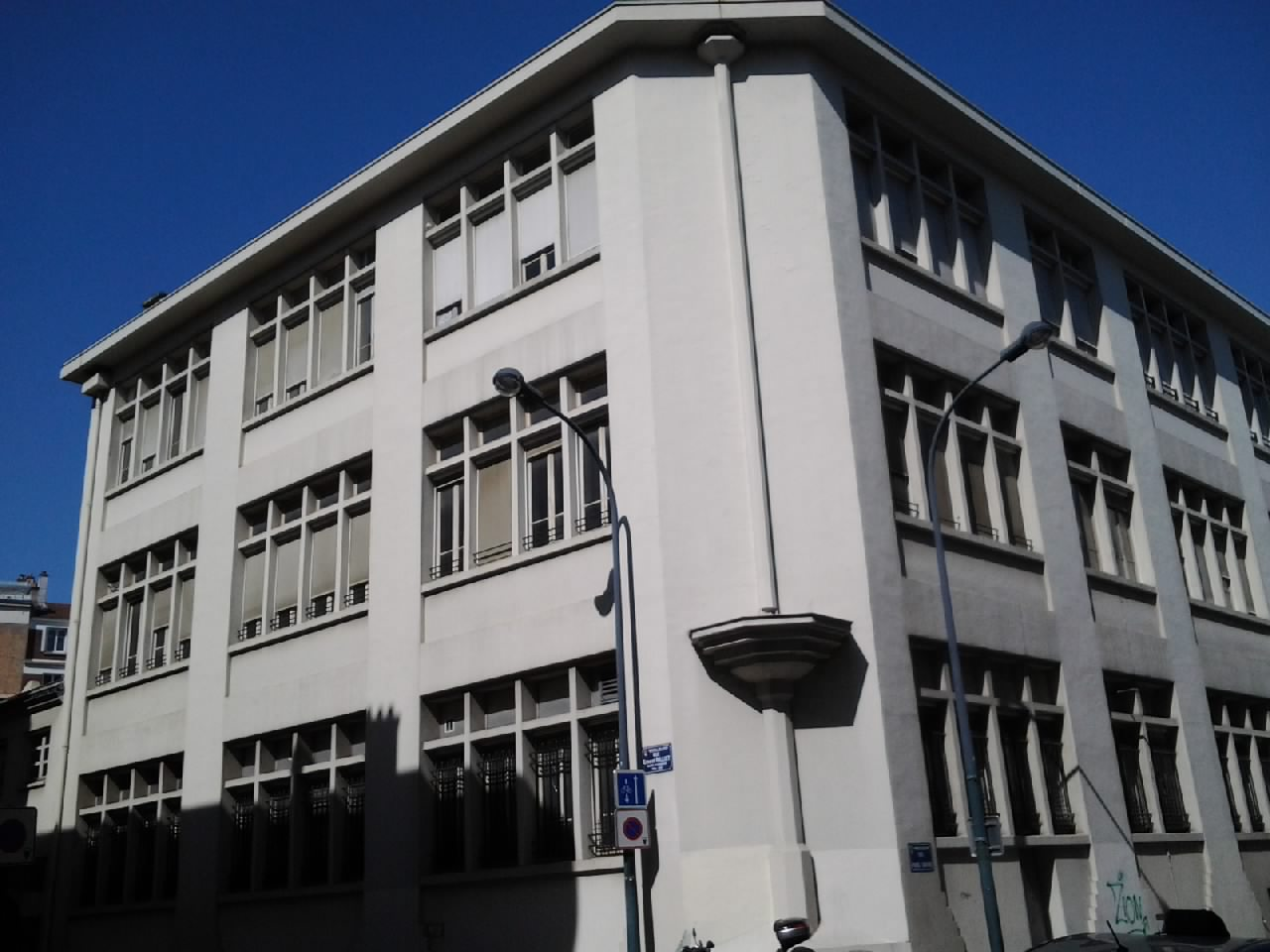
Le central téléphonique des Grésillons.

- Le théâtre Armande-Béjart, ancien tribunal d'Asnières-sur-Seine.
- Marché de la place des Victoires.
- Église Sainte-Geneviève.
- no 2 : Entrée du central téléphonique Grésillons.